# 대한광복군 정부
대한광복군 정부(大韓光復軍政府)는 1914년 러시아 연해주에서 설립된 한국의 무장 독립운동 단체, 군정부(軍政府)이자 망명 정부이다. 1914년 '연해주 이민 50주년'에 맞추어 이상설, 이동휘, 이동녕 등 권업회의 핵심 회원들이 주도하여, 러시아 블라디보스토크에서 조직되었다. 그러나 같은 해 8월 7일 권업회와 대한광복군 정부는 러시아에 의해 강제 해산되었다.
대한광복군 정부의 핵심 인력들은 이후 1919년 3월 1일 만세운동 직후인 3월 17일 연해주에서 수립된 대한국민의회 정부를 수립하는 데 중심적 역할을 했고, 이후 9월 11일 중국 상하이의 대한민국 임시정부로 통합되어 한국 독립운동사에서 결정적 역할을 했다.

## 배경
1911년 연해주에서 이상설을 초대 의사부 의장으로 하는 권업회라는 독립운동단체가 조직되었다. 1913년에는 사관학교 대전학교(大甸學校)를 설립하여 독립전쟁을 위한 군 간부들을 양성하였다.

## 군정부 수립
이상설을 비롯한 이동휘·이동녕·이종호·정재관 등 권업회의 핵심 회원들이 주도하여 중국과 러시아에서 독립운동 세력들을 규합, '연해주 이민 50주년'에 맞추어 1914년, 블라디보스토크에 대한광복군정부(大韓光復軍政府)를 건립하였다. 이상설과 이동휘를 정·부통령으로 선출, 국내의 모든 독립운동을 주도하였다.
독립전쟁을 수행할 병사를 훈련시켜 무장 병력 약 3만 명을 확보하였다고 전해진다. 그러나 정부 산하로 편성된 광복군 규모는 정확히 알려진 바가 없다.

## 해체
그러나 제1차 세계 대전의 발발로 인해 러시아가 전시 체제를 확립하고 러일동맹이 성립됨에 따라 러시아 정부의 탄압을 받아 광복군 정부는 그 해 9월에 그 모체인 권업회와 함께 더 이상 활동하지 못하게 되고 말았다. 하지만 1919년 3월 1일 대한 독립 만세 운동이 벌어지자 권업회와 대한광복군 정부의 핵심 세력들이 주도하여 3월 17일 러시아 연해주에 대한국민의회라는 임시 정부를 수립하였다.

## 같이 보기
- 성명회
- 권업회
- 대한국민의회
- 이상설
- 이동휘
- 군정부

## 참고 문헌
- 한민족독립운동사, '국사편찬위원회 한국사데이터베이스'